# 존 마라스칼코

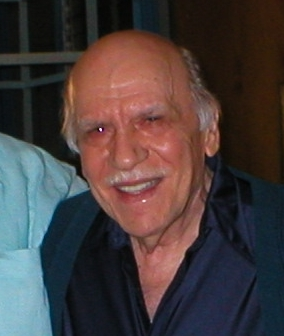

존 마라스칼로(John Marascalco, 1931년 3월 27일 출생)는 미국계 작곡가로, 리틀 리처드를 위해 쓴 곡들로 가장 유명한 사람이다. 미시시피주 그레나다 출신.
1950년대 로큰롤에 가장 중요한 곡을 다양하게 공동 작곡했다. 로버트 블랙웰과, 리틀 리처드를 대중화한 〈Good Golly Miss Molly〉, 〈Ready Teddy〉, 〈Rip It Up〉 등의 곡을 써주었다. 리틀 리처드와 마라스칼로가 쓴 곡으로 〈Heeby Jeebies〉, 〈She's Got It〉, 〈Groovy Little Suzy〉가 있다. 제시 벨빈과 폴 앵카의 인기를 비약한 〈Goodnight My Love〉도 조지 모토라와 공동 작곡했다. 마라스칼로는 해리 닐슨과도 협업했고 패츠 도미노와 협력해 같이 〈Be My Guest〉를 제작했다.
마라스칼로가 레오 프라이스와 더불어 쓴 〈Send Me Some Lovin'〉는 리틀 리처드가 녹음했다. 더 크리케츠, 샘 쿡, 존 레논 등이 커버하게 되는 곡이다. 그가 작곡한 〈Wouldn't You Know〉는 빌 리 릴리에 의해 녹음된다. 스페셜티 레코드를 통해 45인치 싱글로써 발매된 1956년 로이드 프라이스의 노래 〈Rock 'n' Roll Dance〉를 작사하였다. 〈Rip It Up〉은 빌 헤일리 앤 히스 코메츠, 엘비스 프레슬리, 에벌리 브라더스, 척 베리, 진 빈센트, 완다 잭슨, 버디 홀리, 더 섀도스, 존 오키프, 제리 앤 더 페이스메이커스, 비틀즈, 스코티 무어, 클리프 리처드, 더 좀비스, 밀리언 달러 콰르텟, 랄 도너, 션 캐시디, 빌리 "캐시" 크래덕, 로스 로보스에 의해 녹음되었다.
마라스칼로와 스코티 터너는 해리 닐슨을 위해 협력하여 작곡했다. 음반 《Nilsson '62: The Debut Sessions》, 《Early Tymes》에 수록된 〈I Just Ain't Right〉와 〈Building Me Up〉가 대표적이다. 마라스칼코와 닐슨 역시 협동하여 〈Baby Baby〉와 〈Born in Grenada〉 따위를 작곡했다.